# Rubenow-Denkmal

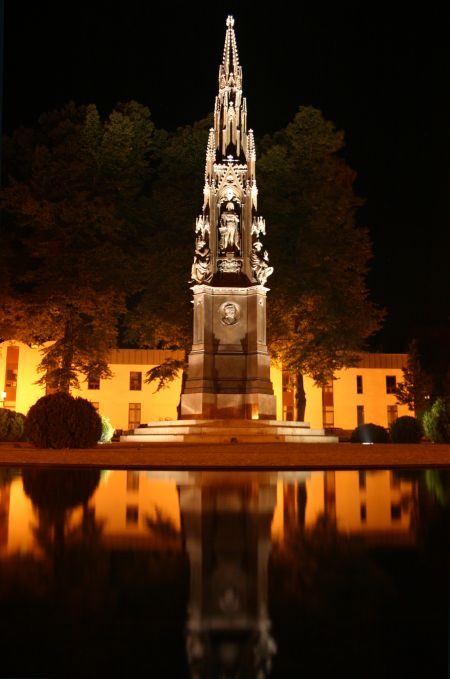
Das Rubenowdenkmal, im Hintergrund die Theologische Fakultät

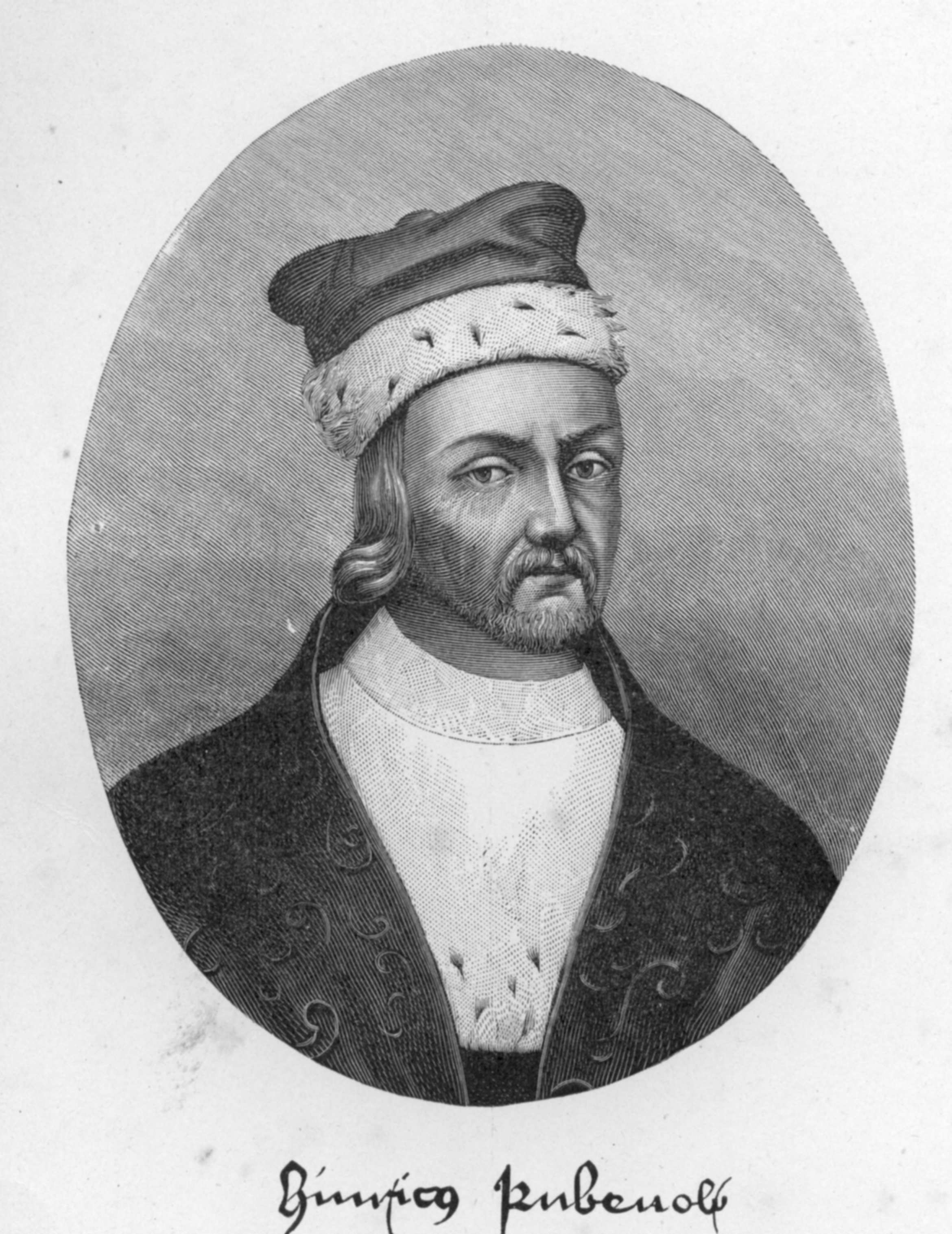
Bürgermeister und erster Rektor: Heinrich Rubenow

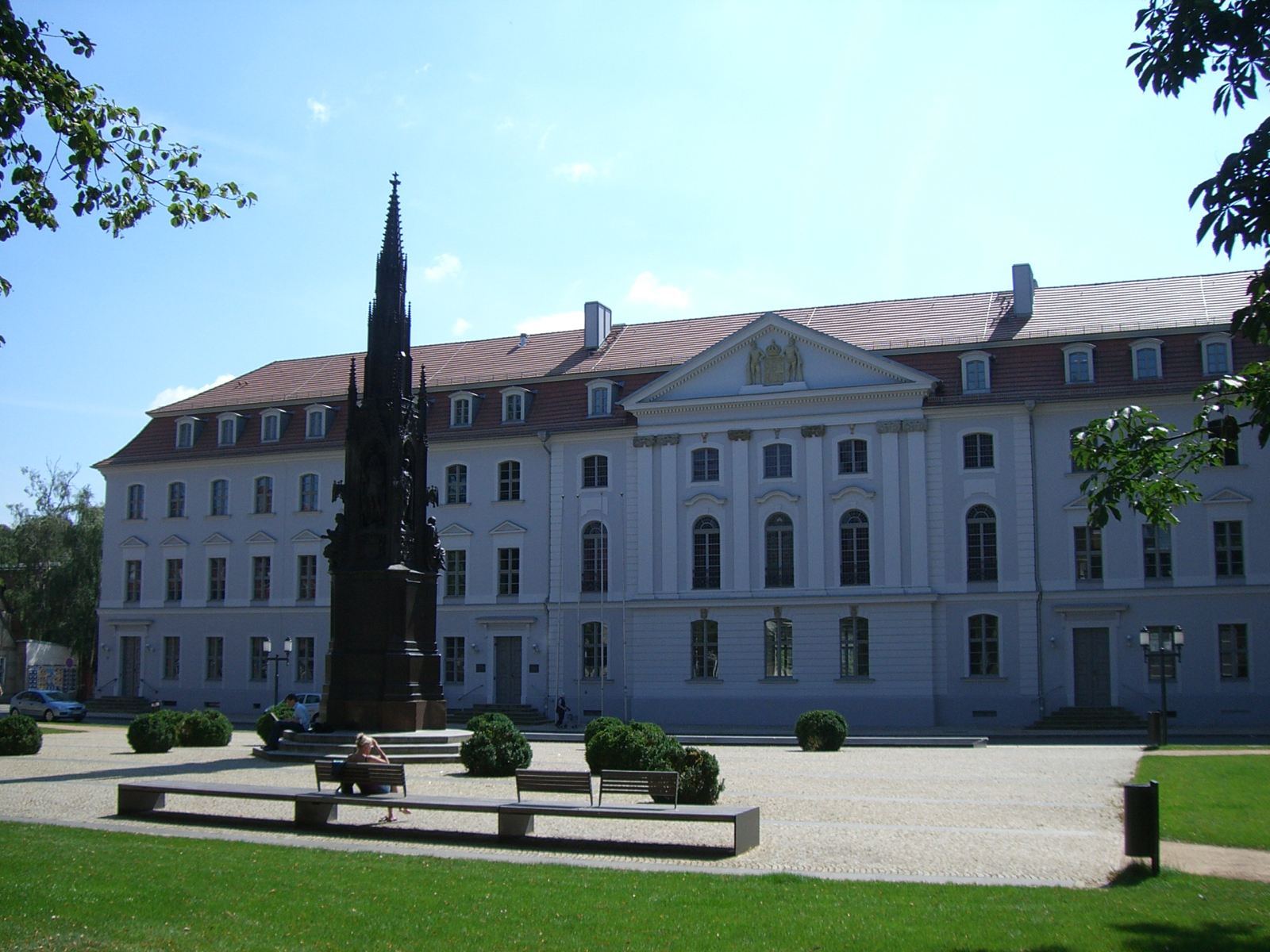
Der Rubenowplatz mit dem barocken Universitätshauptgebäude

Das Rubenow-Denkmal in der Hansestadt Greifswald wurde zu Ehren des Bürgermeisters der Stadt und Mitbegründer der Greifswalder Universität Heinrich Rubenow (um 1400–1462) am 17. Oktober 1856 feierlich enthüllt.
Das Denkmal hat die Form einer schlanken Fiale und ist mit mehreren Figuren besetzt, die auf die Geschichte der Hochschule bezogen sind. In vier Nischen stehen die vier Monarchen Herzog Wartislaw IX. von Pommern, Herzog Bogislaw XIV. von Pommern, König Friedrich I. von Schweden und König Friedrich Wilhelm III. von Preußen, denen die Universität zu besonderem Dank verpflichtet ist. Die Modelle schuf der Bildhauer Wilhelm Stürmer.
Unter den Nischen wurden die Wappen von Schweden, Preußen, Pommern und Greifswald angebracht, darunter ein Tondo mit dem Bildnis des Greifswalder Bürgermeisters und Universitätsstifters Heinrich Rubenow im Relief. Der Bildhauer Bernhard Afinger entwarf die Figuren der Gelehrten, die als Vertreter der vier Fakultäten an den Ecken des Denkmals als sitzende Figuren eingefügt sind: Johannes Bugenhagen für die Theologie, für die Jurisprudenz David Mevius, die Medizin wird von Professor Friedrich August Gottlob Berndt verkörpert und als Philosoph ist der Freiheitsdichter Ernst Moritz Arndt vertreten.
Das Rubenow-Denkmal ist mit einer Gesamthöhe von 40 Fuß (= 12,55 Meter) die größte freistehende Fiale aus galvanisch bronziertem Zinkguss in Deutschland.

## Geschichte
Nachdem Zink nur zur Herstellung von Messing oder Blechen verwendet worden war, fand dieses Metall 1832 erstmals bei der Ornamentik Verwendung. Schinkel, dem man Proben vorlegte, erkannte die Bedeutung des Materials und regte den Berliner Zinkgießer Moritz Geiß an, Zink zum Guss von Statuen zu verwenden und festzustellen, ob sich für Zink nicht eine bronzeähnliche Überzugsfarbe herstellen lasse. Bei den Vorbereitungen der Jubiläumsfeierlichkeiten zum 400-jährigen Bestehen der Universität wurde die Errichtung eines Denkmals für den Gründer initiiert. Der Berliner Architekt Friedrich August Stüler konnte für den Entwurf einer gotischen Fialsäule mit figürlichem Schmuck gewonnen werden. Stüler schuf das Denkmal in Anlehnung an des Kreuzberg-Denkmal in Berlin, für das maßgeblich (Architektur mit Johann Heinrich Strack und Idee für die Figuren) Karl Friedrich Schinkel verantwortlich war. Letzten Endes geht die Gestalt dieser Denkmäler auf mittelalterliche Monumente zurück (vgl. Schöner Brunnen (Nürnberg)).
Im Juni 1856 stellte Moritz Geiß das Denkmal in seiner Werkstatt in Berlin dem Publikum vor. Am 17. Oktober 1856 wurde auf dem Platz vor der Universität in Gegenwart des Preußenkönigs Friedrich Wilhelm IV. das Rubenow-Denkmal feierlich enthüllt.
Nach der Denkmalseinweihung bürgerte sich nach und nach der Name Rubenowplatz für den Aufstellungsort ein, allerdings taucht der Name des Platzes erst 1872 im Greifswalder Adressbuch auf.
In der Zeit des Ersten Weltkrieges wurde das Denkmal durch ein Unwetter verstümmelt. Die Firma Siemens & Halske stellte das Denkmal 1926/27 wieder her.
Im Frühjahr 2006 wurde der Platz zum 550. Jubiläum der Universität Greifswald (1456–2006) neu gestaltet. Das Denkmal selbst wurde dabei mit Hilfe zahlreicher privater Spenden und Mitteln der Universität umfangreich restauriert.